# مکمل‌های ویتامینی

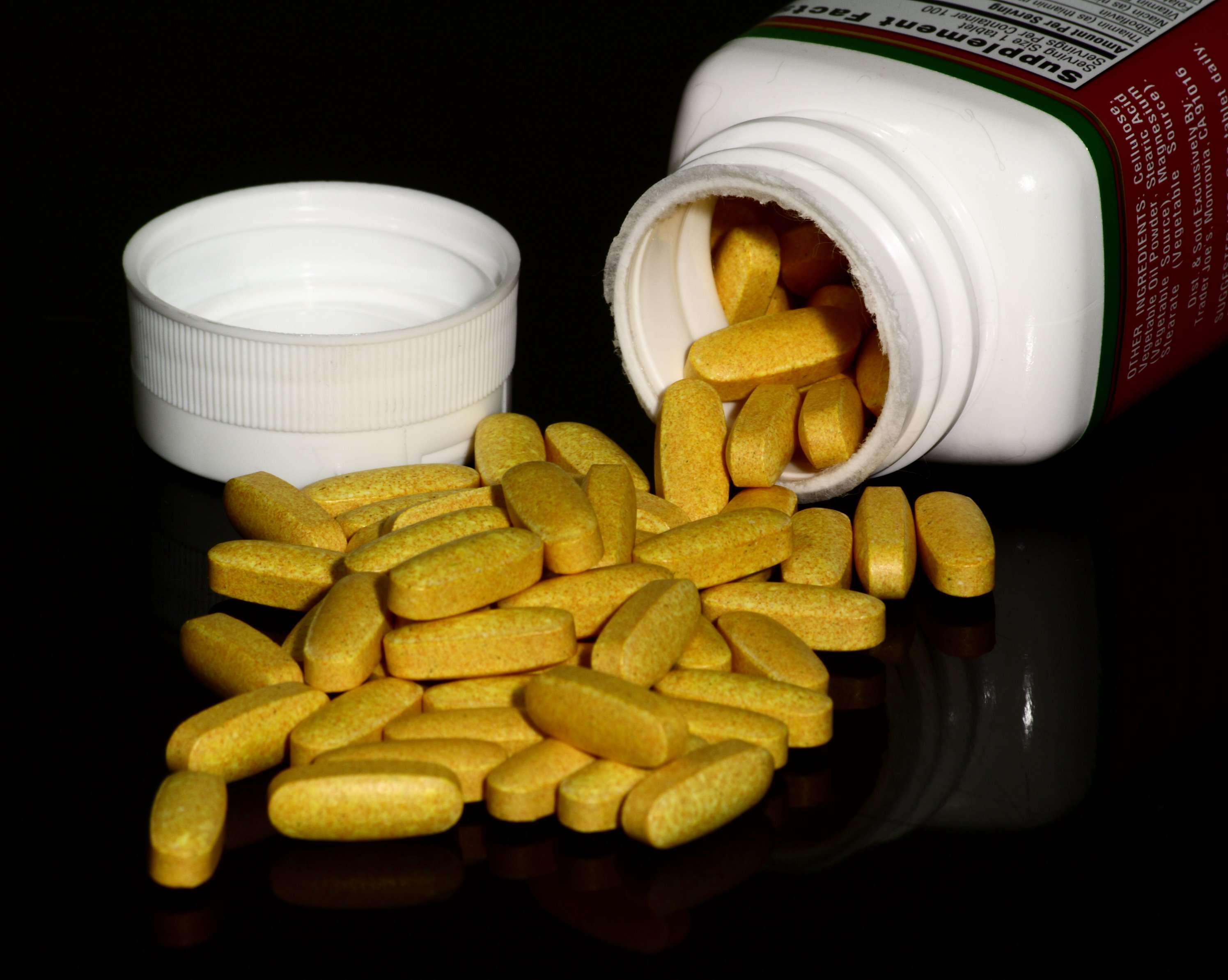

مکمل‌های ویتامینی مکمل‌هایی می‌باشند که حاوی ویتامین یا ویتامینها (نظیر انواع مولتی ویتامین‌ها) گاهی به صورت تکی، ترکیبی با سایر ویتامینها یا مواد معدنی مختلف (نظیر انواع مولتی ویتامین مینرال‌ها) و همچنین گاه همراه با مواد تشکیل دهندهٔ دیگر هستند. آنزیمها مواد شیمیایی ضروری هستند که در واکنشهای شیمیایی که در بدن روی می‌دهند نقش عوامل تسریع‌کننده (کاتالیزور) را ایفا می‌نمایند. به همراه آنزیمها موادی هستند که آن‌ها را فعال می‌کنند، این مواد کوآنزیم نام دارند. ویتامینها نیز مانند کوآنزیم‌ها با آنزیمها همکاری دارند و به این وسیله این امکان را به وجود می‌آورند تا تمام فعالیت‌هایی که در درون بدن روی می‌دهد، آنگونه که باید انجام شوند.

## انواع
ویتامینها به دو نوع محلول در آب و محلول در چربی طبقه‌بندی می‌شوند. ویتامینهای محلول در چربی، برای مدت زمان بیشتری در بافتهای چربی بدن و کبد ذخیره می‌شوند، حال آنکه ذخایر ویتامینهای محلول در آب به ماندگاری ذخایر ویتامینهای محلول در چربی نمی‌باشد. تحقیقات علمی ثابت نموده است که زیاده روی در مصرف یک ویتامین یا ماده معدنی مجزا، عوارضی نظیر کمبود همان ماده ریز مغذی را پدیدمی‌آورد. این مسئله به علت پدیده‌ای به نام همیاری (سینرژی) بروز می‌نماید. همیاری یا سینرژی پدیده‌ای است که به موجب آن دو یا چند ویتامین با هم ترکیب می‌شوند تا عملکرد قویتری داشته باشند. شایان ذکر است که برخی از مواد نیز به نحوی با هم در تضاد هستند، به عنوان مثال مصرف آنتی‌بیوتیک‌ها جذب ویتامین C را کاهش می‌دهد.
سؤالی که ذهن اکثر افراد، خصوصاً ورزشکاران جوان را مشغول می‌کند اینست که ویتامینها و مواد معدنی را می‌توان تنها به وسیله قرص مولتی ویتامین یا همان فراورده‌های صناعی به بدن رساند؟ در پاسخ باید گفت که بهتر است فرد تمام مواد مغذی مورد نیاز خود را از غذاهای تازه، سالم و بهداشتی تأمین نماید. انجام این کار اگرچه مشکل است اما غیرممکن نیست. مکملهای ویتامینی را می‌توان به دو گروه مصنوعی و طبیعی تقسیم نمود.

### مکملهای ویتامینی مصنوعی

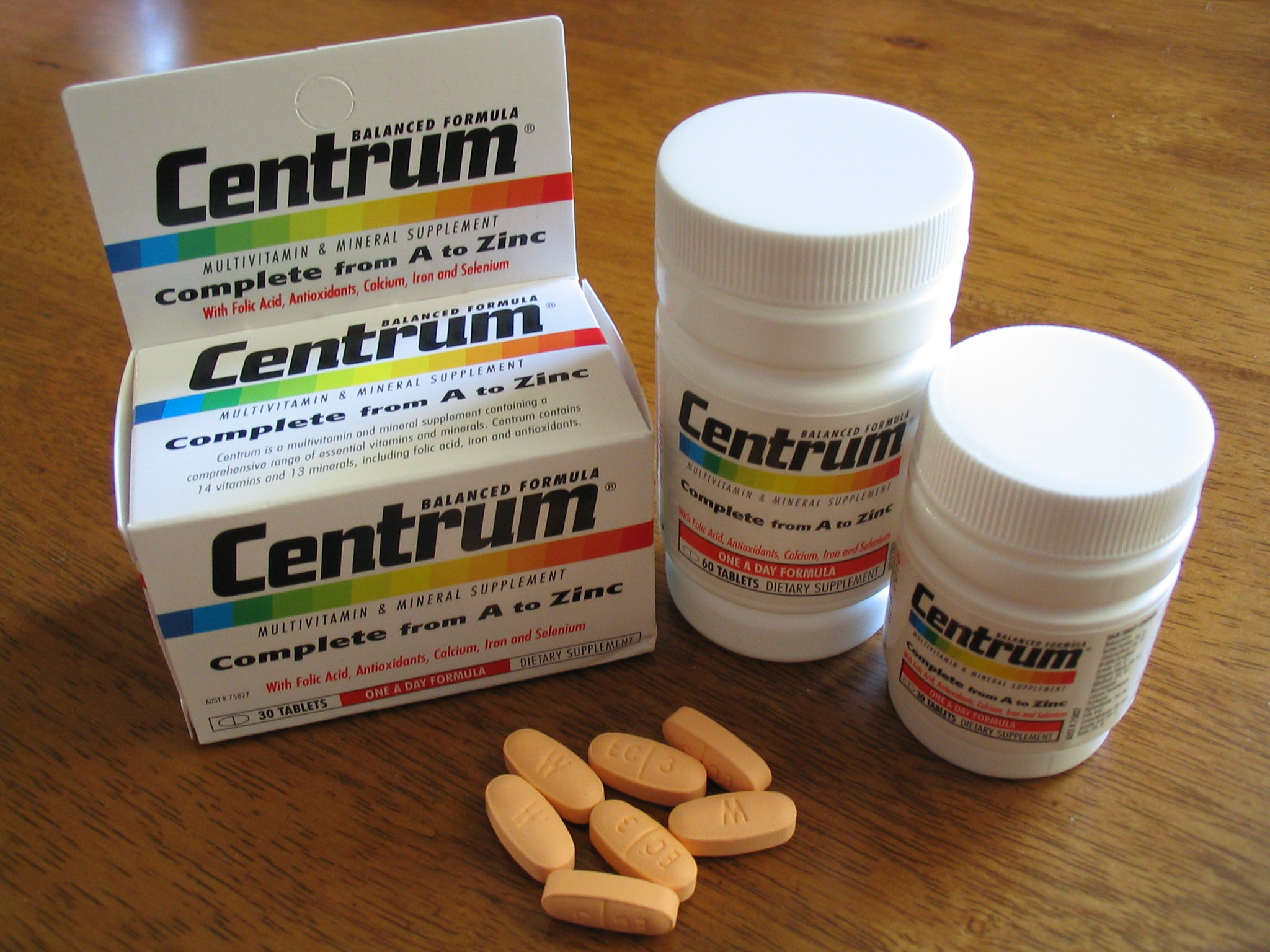

مکملهای ویتامینی مصنوعی در آزمایشگاه‌ها و از ترکیبات شیمیایی خالص شده‌ای تولید می‌شوند که از ویتامینهای موجود در طبیعت الگو برداری شده‌اند. مکملهای ویتامینی طبیعی نیز از مواد غذایی به‌دست می‌آیند. با اینکه از نظر شیمیایی بین ویتامین موجود در غذا و آنچه در آزمایشگاه تولید می‌شود تفاوت عمده‌ای به چشم نمی‌خورد، لیکن مکملهای ویتامینی مصنوعی تنها مواد شیمیایی خالص شده هستند.

### مکملهای ویتامینی طبیعی
مکملهای ویتامینی طبیعی ترکیباتی هستند که دارای مواد غذایی دیگری نیز می‌باشند، موادی که ممکنست خواص و نحوهٔ عمل آن‌ها هنوز به درستی مشخص نشده باشند. تحقیقات مستند و مستدل علمی نشان داده است که ویتامینهای ترکیب شده با سایر مواد مغذی نظیر پروتئین همانند حالتی که در غذاهای سالم و طبیعی دیده می‌شود، بهتر از ویتامینهای خالص و صناعی، جذب شده، مورد بهره‌برداری قرار گرفته و در بافتهای بدن باقی می‌ماند. آبرام هوفر یکی از بنیان‌گذاران طب ارتومولکولی چنین می‌گوید:
«اجزای تشکیل دهنده مواد غذایی در طبیعت به صورت آزاد یافت نمی‌شود. طبیعت پروتئین خالص، چربی خالص یا کربوهیدرات خالص نمی‌سازد. مولکولهای این مواد با ساختار سه بعدی کاملاً پیچیده‌ای، که تاکنون شرح کاملی دربارهٔ آن‌ها ارائه نشده است، باهم مخلوط شده‌اند. این مخلوطها نیز نظیر ویتامینها و مواد معدنی، برای حفظ سلامتی بسیار ضروری می‌باشند، تمام خاصیت حیاتی این مواد، در مخلوط بودن آن‌ها است.» 
با استفاده از فرم طبیعی ویتامینها و مواد معدنی یا مکملهایی که حاوی این فرم طبیعی هستند، از پیوند پروتئینی موجود در آن‌ها نیز می‌توان بهره‌مند شد.

## فرمهای قابل دسترس
مکملهای ویتامینی موجود در داروخانه‌ها به شکل قرص، کپسول، کپسولهای ژلاتینی، پودر، قرصهای زیر زبانی و مکیدنی یا به شکل مایع نوشیدنی یا تزریقی در دسترس هستند. همچنین این مکملها هم به صورت مجزا و هم به صورت ترکیب با مواد مغذی دیگر عرضه می‌گردند (مانند جِوِرال پروتئین).

## میزان مصرف
به هر صورت میزان مصرف مکملهای ویتامینی باید بر اساس نیاز واقعی باشد، ممکن است یک مکمل این نیاز را برآورده نسازد، در این صورت می‌توان از یک مکمل دیگر نیز استفاده کرد. برای استفاده از چند مکمل باید میزان برآورده سازی نیازهای بدن توسط آن‌ها را با هم سنجید. چون نور خورشید اثر اغلب این مکملها را کاهش می‌دهد، لذا برای اطمینان از محافظت دقیق از مکملهای ویتامینی بهتر است آن‌ها را دور از نور نگهداری نمود. مکملهای ویتامینی را باید در محل خشک و خنک نگهداری کرد.
مکملهای ویتامینی هنگامی که به همراه غذا مصرف شوند بهتر عمل می‌نمایند. بهتر است مکملهای ویتامین محلول در چربی (ویتامین A, D، E, K) را پیش از غذا و مکملهای ویتامینی محلول در آب را پس از صرف غذا مصرف نمود.

## مولتی‌ویتامین
مولتی‌ویتامین (به انگلیسی: multivitamin) به شکل قرص، قطره، شربت، کپسول، پودر، آمپول عرضه می‌شود.

### موارد مصرف
مولتی‌ویتامین به‌عنوان مکمل غذایی در کودکان، زنان باردار، افراد دچار سوءتغذیه یا دارای علائم کمبود برخی ویتامین‌ها و مواد معدنی استفاده می‌شود.

### افزایش طول عمر
در یک مطالعه در سال ۲۰۲۴ روی ۳۹۰۱۲۴ بزرگسال سالم (بدون سابقه بیماری‌های مزمن) نشان داد که استفاده از مولتی ویتامین‌ها باعث افزایش طول عمر نمی‌شود. با این حال، نمی‌توان این احتمال را که استفاده روزانه از مولتی‌ویتامین ممکن است با سایر پیامدهای سلامت مرتبط با پیری مرتبط باشد، رد کرد. از هر ۳ بزرگسال آمریکایی یک نفر از مولتی ویتامین استفاده می‌کند که انگیزه اصلی آن پیشگیری از بیماری است.

### مکانیسم اثر
مولتی‌ویتامین‌ها در ترکیبات مختلف (ساده، تراپوتیک، مینرال و…) عرضه می‌شوند و گاه فرمولاسیون شرکتهای مختلف متفاوت هستند. معمولاً ترکیبی از ویتامین‌های A , C، E, k، D , B و برخی از مواد معدنی مانند کلسیم، روی، آهن، منیزیم، کروم، منگنز، مولیبدن، بتاکاروتن، پتاسیم، سلنیم و … هستند.

## ویتامین A و کارتنوئیدها
مصرف زیاد ویتامین A به مدت طولانی باعث مسمومیت بدن خصوصاً کبد می‌شود. ثابت شده است که سطوح سمی این ویتامین با دردهای شکمی، فقدان قاعدگی، بزرگ شدن کبد یا طحال، اختلالات معده و روده، ریزش مو، خارش، دردهای مفصلی، تهوع و استفراغ، ادم مغزی، ترکها و پوسته‌های جزئی روی لب و گوشه دهان، ارتباط دارد. تأثیر بتا کاروتن همانند ویتامین A نیست و مصرف مقدار بیشتری از آن ضرری ندارد مگر اینکه بدن شخص نتواند بتا کاروتن را به ویتامین A تبدیل نماید. بِتاتِن نام تجاری یک نوع کارتنوئید است که از جلبکهای دریایی استحصال می‌گردد.
ویتامین A در جگر حیوانات، روغن کبد ماهی، میوه‌ها، سبزیهای زرد و سبز یافت می‌شود. مواد غذایی طبیعی که دارای مقادیر قابل ملاحظه ویتامین A هستند عبارتند از:
زرد آلو، مارچوبه، برگ چغندر، خانواده کلم، طالبی، انواع هویج، برگ‌های گیاه قاصدک، زنبق خوراکی، جگر ماهی، روغن کبد ماهی، سیر، خردل هندی، خربزه درختی (پاپایا)، هلو، کدو حلوایی، فلفل قرمز، جلبک دریایی، اسپیرولینا، اسفناج، سیب زمینی شیرین، برگ شلغم، شاهی کبود (بولاغ اوتی) و کدوی زرد.
ویتامین A همچنین در گیاهان دارویی ذیل نیز یافت می‌شود (البته در گیاهان تازه و خشک نشده بیشتر و با کیفیت بهتر یافت می‌شود):
یونجه، گل گاو زبان، ریشه گیاه بابا آدم (آراقیطون)، فلفل قرمز تازه، فلفل دلمه‌ای، علف پرنده، گل عینک، تخم رازیانه، گیاه رازک، گیاه دم اسب، جلبک قهوه‌ای (کتانجک)، علف لیمو (گورگیاه)، گل ماهور، گزنه، جو دو سر (یولاف)، پاپریکا، جعفری، نعنا، بارهنگ، برگ تمشک جنگلی، شبدر قرمز، میوه گل سرخ، گیاه مریم گلی، انگور خرس، برگهای گل بنفشه و ترشک زرد.
شایان ذکر است که مصرف آنتی‌بیوتیک‌ها، ملینها و برخی از داروهای پایین آورنده کلسترول، از جذب این ویتامین جلوگیری می‌کنند. زنان باردار و اشخاصی که به بیماری کبدی مبتلا هستند، باید از مصرف روزانه بیش از ۱۰۰۰۰ واحد بین‌المللی ویتامین A به صورت قرص یا مصرف زیاد روغن کبد ماهی خودداری نماید. کودکان نباید بیشتر از یک ماه روزانه بیش از ۱۸۰۰۰ واحد بین‌المللی ویتامین A مصرف نمایند. بیماران مبتلا به هیپوتیروئید (کم‌کاری تیروئید) نیز نمی‌توانند در بدن خود بتا کاروتن را به ویتامین A تبدیل نمایند.

## ویتامین‌های خانوادهٔ ب (ب - کمپلکس)
مصرف مناسب و به اندازه ویتامین‌های خانواده B برای افراد سالمند از اهمیت بسزایی برخوردار است، زیرا بدن افراد سالخورده در جذب این ویتامین‌ها مشکل دارد. باید همیشه ویتامین‌های خانواده B را باهم مصرف نمود، هر چند برای برخی از بیماری‌های خاص می‌توان بیش از دو یا سه بار از یک نوع ویتامین خانواده B استفاده نمود. هر چند این ویتامینها متعلق به یک خانواده هستند اما در ادامه این مبحث هر کدام به صورت جداگانه مورد بررسی قرار می‌گیرند.

### ویتامین B1 (تیامین)
غنی‌ترین منابع غذایی حاوی تیامین عبارتند از: برنج سبوس دار، زرده تخم مرغ، ماهی، حبوبات، جگر حیوانات، بادام زمینی، نخود سبز، گوشت طیور، سبوس برنج، جوانه گندم، غلات کامل، مارچوبه، مخمر آبجو، خانواده کلم، زنبق خوراکی، جلبک قهوه‌ای، انواع مغزها، بلغور جو، گوجه، آلو خشک، کشمش، جلبک دریایی، اسپیرولینا و شاهی کبود.
ویتامین B1 همچنین در گیاهان دارویی ذیل نیز یافت می‌شود (البته در گیاهان تازه و خشک نشده بیشتر و با کیفیت بهتر یافت می‌شود):
یونجه، ریشه گیاه بابا آدم، علف گربه، فلفل قرمز تازه، بابونه، علف پرنده، گل عینک، تخم رازیانه، شنبلیله، گیاه رازک، گزنه، جو دو سر، نعنا، جعفری، برگ تمشک جنگلی، شبدر قرمز، میوه گلسرخ، گیاه مریم گلی، بومادران و ترشک زرد.
شایان به ذکر است که مصرف آنتی‌بیوتیک‌ها، سولفامیدها (داروی ضد باکتری) و داروهای خوراکی ضدبارداری، میزان ویتامین B1 (تیامین) را در بدن کاهش می‌دهند. همچنین رژیمهای غذایی غنی از کربوهیدرات، نیاز انسان به ویتامین B1 (تیامین) را افزایش می‌دهد.

### ویتامین B2 (ریبو فلاوین)
غنی‌ترین منابع غذایی حاوی ویتامین B2 (ریبو فلاوین) عبارتند از: پنیر، زرده تخم مرغ، ماهی، حبوبات، گوشت قرمز، گوشت طیور، شیر، اسفناج، غلات کامل، ماست، مارچوبه، آووکادو، خانواده کلم، انگور فرنگی، برگ گیاه قاصدک، زنبق خوراکی، جلبک قهوه‌ای، سبزی‌های لیفی پر برگ، قارچها، ملاس، انواع مغزها و شاهی کبود.
ویتامین B2 همچنین در گیاهان دارویی ذیل نیز یافت می‌شود (البته در گیاهان تازه و خشک نشده بیشتر و با کیفیت بهتر یافت می‌شود):
یونجه، ریشه گیاه بابا آدم، علف گربه، فلفل قرمز تازه، بابونه، علف پرنده، گل عینک، تخم رازیانه، شنبلیله، جین سینگ، گیاه رازک، دم اسب، گل ماهور، گزنه، جو دو سر، نعنا، جعفری، برگ تمشک جنگلی، شبدر قرمز، میوه گلسرخ، گیاه مریم گلی و ترشک زرد.
مصرف داروهای خوراکی ضدبارداری و ورزشهای سنگین نیاز انسان به ویتامین B2 را افزایش می‌دهد. ویتامین B2 به وسیله تابش نور مستقیم، آنتی‌بیوتیک‌ها و الکل به راحتی از بین می‌رود.

### ویتامین B3 (نیاسین، نیاسین آمید، اسید نیکوتینیک)
غنی‌ترین منابع غذایی حاوی ویتامین B3 عبارتند از:
جگر گاو، مخمر آبجو، گیاهان خانواده کلم، انواع هویج، پنیر، آرد ذرت، برگ گیاه قاصدک، خرما، تخم مرغ، ماهی، شیر، بادام زمینی، سیب زمینی، گوجه فرنگی، جوانه گندم، غلات کامل و فراورده‌هایشان.
ویتامین B3 همچنین در گیاهان دارویی ذیل نیز یافت می‌شود (البته در گیاهان تازه و خشک نشده بیشتر و با کیفیت بهتر یافت می‌شود):
یونجه، ریشه گیاه بابا آدم، علف گربه، فلفل قرمز تازه، بابونه، علف پرنده، گل عینک، تخم رازیانه، گیاه رازک، شیرین بیان، گل ماهور، گزنه، جو دو سر، نعنا، جعفری، برگ تمشک جنگلی، شبدر قرمز، میوه گل سرخ، نارون و ترشک زرد.
ممکن است پس از مصرف مکملهای نیاسین پوست صورت قرمز شود یا جوشهای قرمز ریز سوزش داری بر روی پوست ظاهر شود، این‌گونه تظاهرات معمولاً بی‌ضرر بوده و به تدریج رفع می‌گردند. زنان باردار، افراد مبتلا به دیابت، آب سیاه، نقرس، ناراحتی‌های کبد و افرادی که زخمهای گوارشی دارند، باید در مصرف مکملهای نیاسین احتیاط نمایند.
مصرف بیش از ۵۰۰ میلی‌گرم ویتامین B3 در روز و به مدت طولانی می‌تواند به کبد آسیب برساند.

### ویتامین B5 (اسید پانتوتنیک)
غنی‌ترین منابع غذایی حاوی ویتامین B5 (اسید پانتوتنیک) عبارتند از:
گوشت گاو، مخمر آبجو، تخم مرغ، سبزی‌های تازه، قلوه، حبوبات، قارچ، انواع مغزها، عسل سلطنتی (شاه انگبین)، ماهی آب شور، مخمر تورلا، آرد چاودار کامل و گندم کامل.

### ویتامین B6 (پیریدوکسین)
تقریباً تمام مواد غذایی حاوی ویتامین B6 هستند با این حال غنی‌ترین منابع غذایی حاوی ویتامین B6 عبارتند از:
مخمر آبجو، انواع هویج، گوشت جوجه یا مرغ، تخم مرغ، ماهی، گوشت قرمز، نخود سبز، اسفناج، تخم آفتاب گردان، گردو، جوانه گندم، آووکادو، موز، انواع لوبیا، ملاس سیاه، گیاهان خانواده کلم، طالبی، ذرت، زنبق خوراکی، بارهنگ، سیب زمینی، برنج سبوس‌دار، غلات کامل، سویا و تِمپِه (نوعی خوراک سویا).
ویتامین B6 همچنین در گیاهان دارویی ذیل نیز یافت می‌شود (البته در گیاهان تازه و خشک نشده بیشتر و با کیفیت بهتر یافت می‌شود):
یونجه، علف گربه و جو دو سر.
مصرف داروهای ضد افسردگی، استروژن درمانی و داروهای خوراکی ضدبارداری نیاز انسان به ویتامین B6 را افزایش می‌دهد. داروهای مدر و کورتیزون، مانع جذب این ویتامین می‌شوند.

### بیوتین (B7)
این ویتامین خانواده B در مخمر آبجو، زرده تخم مرغ پخته، گوشت قرمز، شیر، گوشت طیور، ماهی آب شور، سویا و غلات کامل یافت می‌شود. سفیده تخم مرغ دارای آویدین بوده که در مجرای روده با بیوتین ترکیب شده و میزان این ویتامین را در بدن کاهش می‌دهد (البته آویدین با پختن تا حدود زیادی بی‌اثر می‌شود). چربیها و روغنهایی که به مدت زیاد در معرض گرما یا هوای آزاد قرار گرفته‌اند، آنتی‌بیوتیک‌ها، سولفامیدها و ساکارین نیز از جذب بیوتین جلوگیری می‌نمایند.

### کولین
مواد غذایی زیر حاوی مقادیر قابل ملاحظه‌ای از این ویتامین خانواده B هستند:
زرده تخم مرغ، لسیتین، حبوبات، گوشت قرمز، شیر، سویا و غلات کامل.

### اینوزیتول (B8)
هنوز بر سر این موضوع که اینوزیتول واقعاً ویتامین است یا نه بحث وجود دارد. حیوانات آزمایشگاهی که با رژیم بدون اینوزیتول تغذیه می‌شده‌اند به طاسی، درماتیت (التهابِ پوستی)، عقب افتادگی در رشد و کبد چرب دچار شدند.
اینوزیتول در مخمر آبجو، انواع میوه‌ها، لسیتین، حبوبات، انواع گوشت قرمز، شیر، شیره قند خام، کشمش، سبزیها و غلات کامل یافت می‌شود.
مصرف بیش از حد کافئین می‌تواند باعث کمبود اینوزیتول در بدن شود.

### اسید پارا- آمینو بنزوئیک (PABA)
این ماده را قبلاً جزء ویتامینهای خانواده B می‌دانستند، لیکن امروزه دیگر این ماده را جزء ویتامینها نمی‌دانند. اسید پارا - آمینو بنزوئیک یکی از اجزای مهم تشکیل دهنده اسید فولیک (فولات یا ویتامین B11) بوده و به جذب پانتوتنیک اسید کمک می‌نماید. کمبود این اسید موجب افسردگی، خستگی مفرط، اختلالات معده و روده، سفید شدن مو، تحریک پذیری، اضطراب و ایجاد لکه‌های سفید بر روی پوست می‌گردد.
منابع غذایی زیر حاوی اسید پارا- آمینو بنزوئیک می‌باشند:
قلوه، جگر، ملاس، قارچ، اسفناج و غلات کامل.
مصرف سولفامیدها ممکن است باعث کمبود این ماده شبه ویتامینی شود.

### اسید فولیک (فولات یا ویتامین B9)
مواد غذایی زیر حاوی مقادیر قابل ملاحظه‌ای از اسید فولیک هستند:
جو، گوشت گاو، سبوس، مخمر آبجو، برنج سبوس دار، پنیر، مرغ، خرما، سبزیهای سبز برگ‌دار، گوشت بره، حبوبات، انواع عدس، جگر، شیر، قارچ، پُرتقال، لپه، گیاهان ریشه‌ای، ماهی آزاد، ماهی تن، گندم سبوس دار و غلات کامل.
افراد مبتلا به سرطان هورمونی و بیماران مبتلا به تشنج باید از مصرف اسید فولیک به مقدار زیاد و مدت طولانی، خودداری نمایند.

### ویتامینB12 (سیانوکوبالامین)
بیشترین مقادیر ویتامین B12 در مخمر آبجو، صدف‌های خوراکی، تخم مرغ، شاه ماهی، قلوه، جگر، ماهی ماکرو، لبنیات و غذاهای دریایی یافت می‌گردد. این ویتامین در بسیاری از سبزیها یافت نمی‌شود و تنها در سبزیهای دریایی نظیر زنبق خوراکی، جلبک قهوه‌ای، کومبو و نوری یافت می‌شود. ویتامین B12 همچنین در سویا و فراورده‌هایش نیز یافت می‌گردد.
ویتامین B12 همچنین در گیاهان دارویی ذیل نیز یافت می‌شود (البته در گیاهان تازه و خشک نشده بیشتر و با کیفیت بهتر یافت می‌شود):
یونجه و گیاه رازک.
داروهای ضد نقرس، داروهای ضد انعقاد خون و مکملهای پتاسیم مانع جذب این ویتامین از طریق دستگاه گوارش می‌شود. گیاه‌خواران مطلق به مکملهای این ویتامین بیشتر احتیاج دارند.

## ویتامین C (اسید آسکوربیک)
ویتامین C در انواع میوه‌ها نظیر مرکبات، انواع توت و سبزیهای سبز رنگ یافت می‌شود. منابع سرشار از این ویتامین عبارتند از:
مارچوبه، آووکادو، برگ چغندر، انگور فرنگی سیاه، گیاهان خانواده کلم، طالبی، برگ‌های گیاه قاصدک، زنبق خوراکی، گریپ فروت (تو سرخ)، انواع لیمو، انبه، خردل هندی، پیاز، پُرتقال، خربزه درختی (پاپایا)، نخود فرنگی، فلفل تازه، خرمالو، آناناس، انواع ترب، میوه گل سرخ، اسفناج، توت فرنگی، چغندر، گوجه فرنگی، برگ شلغم و شاهی کبود.
ویتامین C همچنین در گیاهان دارویی ذیل نیز یافت می‌شود (البته در گیاهان تازه و خشک نشده بیشتر و با کیفیت بهتر یافت می‌شود):
یونجه، ریشه گیاه بابا آدم، فلفل قرمز تازه، علف پرنده، گل عینک، تخم رازیانه، شنبلیله، گیاه رازک، گیاه دم اسب، جلبک قهوه‌ای، نعنا، گل ماهور، گزنه، جو دو سر، پاپریکا، جعفری، برگ کاج، بارهنگ، برگ تمشک جنگلی، شبدر قرمز، میوه گل سرخ، گیاه دوری جام، برگ‌های گل بنفشه، گیاه بومادران و ترشک زرد.
مصرف الکل، داروهای مسکن، ضد افسردگی، ضد انعقاد خون، داروهای خوراکی ضدبارداری و استروئیدها سطح ویتامین C بدن را پایین می‌آورد. کشیدن سیگار باعث کاهش شدید این ویتامین می‌گردد.
ویتامین C بر روی برخی از داروهای دیابت و سولفامیدها اثر مضعف دارد و همچنین مصرف بیش از حد این ویتامین در آزمایشهای مربوط به وجود خون در مدفوع تأثیر منفی می‌گذارد. برای تأثیر بیشتر ویتامین C به صورت مکمل بهتر است فرم تکمیلی این ویتامین را دو بار در روز مصرف نمود. نوعی از مکمل ویتامین C به نام ویتامین C اشباع شده (Ester– C) وجود دارد که فرم بسیار مؤثر ویتامین C بوده و برای افرادی که به سرطان و ایدز دچار می‌باشند، کاربرد دارد. ویتامین C اشباع شده چهار برابر سریعتر از ویتامین C معمولی وارد جریان خون و بافتها می‌شود، خیلی بهتر در گلبول‌های قرمز حرکت می‌نماید، مدت بیشتری در بافت می‌ماند، سطح آن در گلبول‌های سفید چهار برابر بیشتر است و تنها یک سوم آن از طریق ادرار دفع می‌گردد.
مصرف مقدار زیاد آسپرین و ویتامین C معمولی معده را تحریک نموده و می‌تواند باعث بروز زخم معده گردد، لذا چنانچه شخص به‌طور مرتب آسپرین مصرف می‌نماید و نیز به ویتامین C نیز نیاز دارد بهتر است ویتامین C اشباع شده مصرف نماید. زنان باردار باید از مصرف روزانه بیش از ۵۰۰۰ میلی‌گرم ویتامین C خودداری نمایند، زیرا باعث وابستگی جنین شده و پس از تولد نوزاد با کمبود ویتامین C روبرو شده و به بیماری اسکوربوتِ مادرزادی مبتلا می‌گردد. مصرف مکملهای ویتامین C جویدنی به مینای دندان آسیب می‌رساند.

## ویتامین D
هنگامی که پوست بدن در معرض تابش اشعه ماوراء بنفش خورشید قرار می‌گیرد، ترکیب کلسترول موجود در پوست به پرو ویتامین D تبدیل می‌شود، قرار دادن صورت و بازوها در معرض تابش خورشید سه بار در هفته به مدت ۱۵ دقیقه یا در صورت امکان تمامی بدن یک یا دو بار در هفته به مدت ۱۰ تا ۱۵ دقیقه، راهی مؤثر برای تأمین ویتامین D مورد نیاز بدن می‌باشد. روغن جگر ماهی، ماهیِ چربِ آبِ شور، لبنیات و تخم مرغ حاوی ویتامین D می‌باشند. این ویتامین در مواد غذایی ذیل نیز یافت می‌شود: کره، روغن جگرِ ماهیِ روغن، برگ گیاه قاصدک، زرده تخم مرغ، ماهی هالیبوت، جگر سیاه، شیر، بلغور جو، ماهی آزاد، ماهی ساردین، ماهی تُن، سیب زمینی شیرین و انواع روغنهای گیاهی.
ویتامین D همچنین در گیاهان دارویی ذیل نیز یافت می‌شود (البته در گیاهان تازه و خشک نشده بیشتر و با کیفیت بهتر یافت می‌شود):
یونجه، گیاه دم اسب، گزنه و جعفری.
اختلالات روده‌ای، عملکرد ضعیف کبد و کیسه صفرا مانع جذب ویتامین D می‌شود. برخی از داروهای پایین آورنده کلسترول، داروهای ضد اسید، روغنهای معدنی و هورمونهایی نظیر کورتیزون (استروئیدی) نیز مانع جذب این ویتامین می‌شوند. مصرف آن دسته از داروهای مدر که باعث افزایش دفع کلسیم می‌شوند، نیز در نسبت کلسیم به ویتامین D بدن اختلال به وجود می‌آورند.
مصرف ویتامین D به مقدار بیش از ۶۵۰۰۰ واحد بین‌المللی و بیش از یکسال، باعث مسمومیت می‌گردد.

## ویتامین E
ویتامین E در مواد غذایی ذیل یافت می‌شود: روغن‌های گیاهی جامد (طبیعی)، سبزیهای برگی سبز تیره، حبوبات، مغزها، دانه‌ها و غلات کامل. مقادیر قابل ملاحظه‌ای از این ویتامین در برنج سبوس دار، بلغور ذرت، زنبق خوراکی، تخم مرغ، جلبک قهوه‌ای، شیر، بلغور جو، جگر، دل، قلوه و امثالهم، سویا، سیب زمینی شیرین، شاهی کبود (آبی)، گندم و مغز گندم یافت می‌شود.
ویتامین E همچنین در گیاهان دارویی ذیل نیز یافت می‌شود (البته در گیاهان تازه و خشک نشده بیشتر و با کیفیت بهتر یافت می‌شود):
یونجه، گیاه قاصدک، دونگ کوآی، تخم گیاه کتان، گزنه، جو دو سر، برگ تمشک و میوه گل سرخ.
بدن برای حفظ میزان کافی ویتامین E در خون، به عنصر روی احتیاج دارد. برخی از مکملهای آهن (انواع آهن غیر آلی مثل فرّئوس سولفات) ویتامین E را از بین می‌برند.
در صورتی که فرد داروهای ضد انعقاد خون (رقیق‌کننده خون) مصرف می‌نماید یا به بیماری دیابت، روماتیسم قلبی یا پرکاری تیروئید مبتلا باشد، روزانه نباید بیش از ۱۲۰۰ واحد بین‌المللی ویتامین E بخورد. افرادی که فشار خون بالا دارند نیز باید از مقادیر پایین ویتامین E (مثلاً ۲۰۰ واحد بین‌المللی) شروع نمایند و به تدریج دوزاژ را افزایش دهند.

## ویتامین K
ویتامین K در مواد غذایی ذیل یافت می‌شود: مارچوبه، ملاس سیاه، خانواده کلم، سبزی‌های پر برگ با رنگ سبز تیره، زرده تخم مرغ، جگر سیاه، بلغور جو، جو دو سر، چاودار، روغن گل رنگ، سویا و گندم.
ویتامین K همچنین در گیاهان دارویی ذیل نیز یافت می‌شود (البته در گیاهان تازه و خشک نشده بیشتر و با کیفیت بهتر یافت می‌شود):
یونجه، چای سبز، جلبک قهوه‌ای، گزنه، جو دو سر و گیاهِ کیسهٔ کِشیش.
قسمت عمده این ویتامین در بدن، به وسیله باکتری مفیدی که معمولاً در روده‌ها وجود دارد، ساخته می‌شود. آنتی‌بیوتیک‌ها نیاز انسان به ویتامین K را افزایش می‌دهند، زیرا هم باکتری مولد این ویتامین در روده را می‌کشند و هم از جذب این ویتامین ممانعت می‌نمایند.
اگر میزان این ویتامین در بدن بالا باشد باعث بر افروختگی و شدت تعرق می‌شود. هم چنین مصرف بیش از حد ویتامین K در اواخر بارداری دارای اثرات سمّی بر جنین است.

## بیوفلاوونوئیدها
در قدیم بیوفلاوونوئیدها را با نام ویتامین P می‌شناختند، لیکن امروزه این مواد را جزء ویتامینها نمی‌دانند. بیوفلاوونوئیدها جذب ویتامین C را افزایش می‌دهند و به همین دلیل هم بهتر است این مواد را با هم مصرف نمود. بیوفلاوونوئیدهای مختلفی نظیر هسپرتین، هسپریدین، اریودیکتیول، کوئرستین، کوئرسترین و روتین وجود دارد. اگر چه ضرورت بیوفلاوونوئیدها برای انسان اثبات نشده است، اما بهتر است منابع طبیعی حاوی آن‌ها را در برنامه غذایی گنجانید. بیوفلاوونوئیدها در درمان آسیب‌های ورزشی کاربرد دارند، زیرا درد، ورم و خون مردگی را تسکین می‌دهند. این مواد همچنین درد پاها و سرتاسر پشت را کاهش داده و عوارض جانبی مربوط به خون‌ریزی طولانی و کم شدن میزان کلسیم خون را تخفیف می‌دهند. بیوفلاوونوئیدها با کمک ویتامین C از ساختار مویرگها حفاظت نموده و علاوه براین دارای تأثیر ضد باکتری هستند، به گردش خون کمک نموده، باعث تولید صفرا می‌شوند، میزان کلسترول را پایین می‌آورند و از بروز آب مروارید پیشگیری و بر آن اثر بهبود دهنده نیز دارند. مصرف بیوفلاوونوئیدها با ویتامین C بیماری تبخال را نیز کاهش می‌دهد.
کوئرستین، بیوفلاوونوئیدی است که در جلبکهای سبز یافت می‌شود و به شکل مکمل در دسترس است. این ماده دارای تأثیر درمانی مطلوبی بر بیماری آسم است، آن را درمان نموده و از بروز آن جلوگیری می‌نماید. اکتیویتد کوئرستین (کوئرستین فعال شده) از منابع طبیعی به‌دست می‌آید و حاوی دو عنصر سازنده است که اثرش را افزایش می‌دهند:
1. بروملین: این ماده نوعی آنزیم است که از آناناس به دست می‌آید.
2. آسکوربات منیزیم: این ماده، ویتامین C غیر اسیدی است.

بروملین و کوئرستین به‌طور هماهنگ فعالیت یکدیگر را تشدید می‌نمایند و برای افزایش جذب باید آن‌ها را با هم مصرف نمود.
ماده سفید زیر پوست مرکبات، انواع فلفل، گندم سیاه، انگور فرنگی سیاه، انواع زرد آلو، گیلاس، گریپ فروت، انگور، لیمو، پُرتقال، آلو خشک و میوه گل سرخ، دارای بیوفلاوونوئیدها هستند.
بیوفلاوونوئیدها همچنین در گیاهان دارویی ذیل نیز یافت می‌شود (البته در گیاهان تازه و خشک نشده بیشتر و با کیفیت بهتر یافت می‌شود):
جعفری فرنگی (چِرویل)، میوه گیاه آقطی، میوه درخت خفچه، گیاه دم اسب، میوه گل سرخ و گیاهِ کیسهٔ کِشیش.
مصرف بیش از اندازه بیوفلاوونوئیدها موجب اسهال می‌شود.

## کوآنزیم Q10
کوآنزیم Q10 ماده‌ای شبه ویتامینی است که عملکرد آن در بدن نظیر ویتامین E است و حتی از نظر خصوصیت آنتی اُکسیدانی، این ماده قویتر از ویتامین E عمل می‌نماید. کوآنزیم Q10 به گردش خون کمک می‌کند، سیستم ایمنی را به فعالیت وامی‌دارد، اکسیژن رسانی به بافتها را افزایش می‌دهد و از اثرات ضد پیری برخوردار است. کمبود کوآنزیم Q10 باعث غیرطبیعی شدن ساختمان پوشش دندان، دیابت و اختلال عضلانی می‌شود.
تحقیقات نشان داده است که این ماده برای انواع آلرژی، آسم، یا بیماری‌های تنفسی، بیماری قلبی- عروقی، فشار خون بالا، زخم‌های اثنی عشر (دوازدهه)، سرطان و کم کردن عوارض ناشی از شیمی درمانی، سودمند است.
ماهی ماکرو (خال مخالی)، ماهی آزاد و ماهی ساردین حاوی مقادیر قابل ملاحظه‌ای کوآنزیم Q10 می‌باشند. کوآنزیم Q10 در گوشت گاو، بادام زمینی و اسفناج نیز یافت می‌شود.
کوآنزیم Q10 محلول در روغن است و هنگامی که با یک غذای چرب نظیر ماهی مصرف شود بهتر جذب بدن می‌شود. در موقع خریدن کوآنزیم Q10 تکمیلی باید دقت نمود زیرا تمام فراورده‌های این ماده به شکل خالص عرضه نمی‌شوند. رنگ طبیعی این ماده زرد پررنگ و براق متمایل به نارنجی است و مکمل نوع پودری آن طعم خیلی کمی‌دارد. کوآنزیم Q10 تکمیلی را باید دور از نور خورشید نگه داشت، کوآنزیم Q10 خالص فاسد شدنی است و در حرارت بالای ۴۵ درجه سانتیگراد خاصیت خود را از دست می‌دهد. بهتر است در هنگام خرید کوآنزیم Q10 فراورده‌ای را انتخاب نمود که با ویتامین E ترکیب شده باشد، زیرا این ویتامین از فاسد شدن کوآنزیم Q10 جلوگیری می‌نماید.